# Jugoslawische Eishockeyliga 1938/39
Die Saison 1938/39 war die dritte Spielzeit der jugoslawischen Eishockeyliga, der höchsten jugoslawischen Eishockeyspielklasse. Meister wurde zum insgesamt dritten Mal in der Vereinsgeschichte der SK Ilirija Ljubljana.

## Turnier

### Ergebnisse
Halbfinale
| 5. Januar 1939 | ZKD Zagreb | 2:0 (0:0, 2:0, 0:0) | Marathon Zagreb | Ljubljana |

| 5. Januar 1939 | SK Ilirija | 6:0* | HAŠK Zagreb | Ljubljana |

Spiel um Platz 3
| 6. Januar 1939 | HAŠK Zagreb | 5:3 (1:0, 3:2, 1:1) | Marathon Zagreb | Ljubljana |

Finale
| 6. Januar 1939 | SK Ilirija | 11:0 (6:0, 2:0, 3:0) | ZKD Zagreb Luce Žitnik (4) Morbacher (3) Oton Gregorcic (2) Jože Gogala Karol Pavletic | Ljubljana |

*Wertung aufgrund verspäteter Anreise zum Turnier

### Endstand
|    | Klub            |
| -- | --------------- |
| 1. | SK Ilirija      |
| 2. | ZKD Zagreb      |
| 3. | HAŠK Zagreb     |
| 4. | Marathon Zagreb |

### Meistermannschaft
| Ice Rihar, Mirko Eržen, Kačič, Kroupa, Jože Gogala, Ernest Aljančič, Oton Gregorčič, Luce Žitnik, Morbacher, Tone Pogačnik, Karol Pavletič |